# Opere perdute di Amburgo

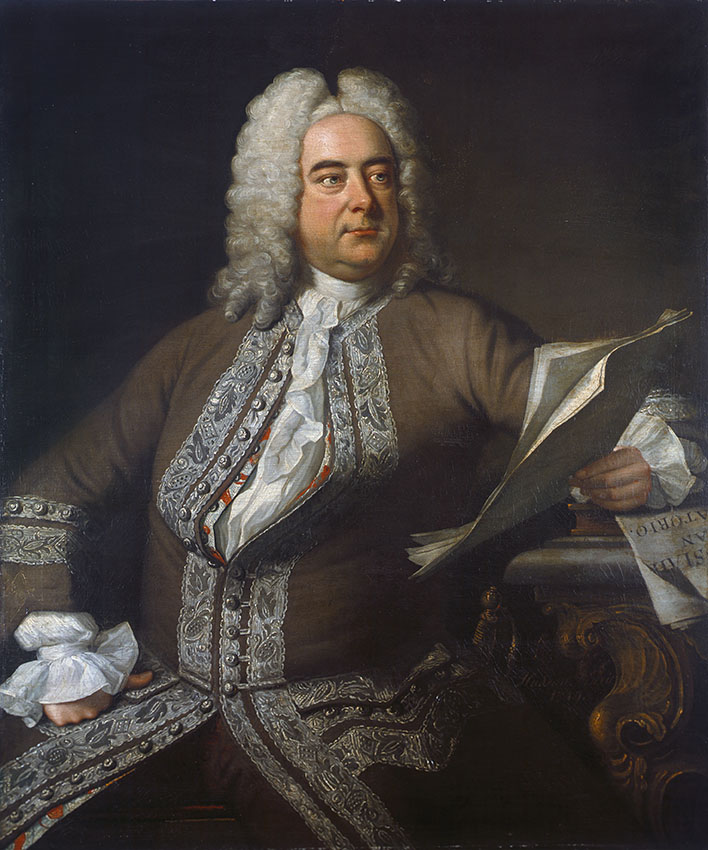
Georg Friedrich Händel

Le opere perdute di Amburgo sono dei componimenti di Georg Friedrich Händel.
Nel 1703 il diciottenne compositore si stabilì ad Amburgo, in Germania, dove rimase fino al 1706. In questo periodo compose quattro opere, solo la prima delle quali, Almira, è sopravvissuta più o meno intatta. Delle altre tre, la musica di Nero è persa, mentre sono sopravvissuti solo brevi estratti orchestrali da Florindo e Daphne.
Händel nacque e crebbe ad Halle, dove ricevette la sua prima educazione musicale e divenne un organista esperto. Ad Amburgo ottenne lavoro come violinista all'Oper am Gänsemarkt, famoso teatro lirico della città. Qui imparò i rudimenti della composizione dell'opera, in particolare sotto l'influenza di Reinhard Keiser, direttore musicale del teatro e Johann Mattheson, il suo supervisore dei cantanti. Il Gänsemarkt era in gran parte dedicato alle composizioni di Keiser; la sua temporanea assenza nel 1704 diede a Händel la sua opportunità e in rapida successione egli scrisse Almira e Nero, utilizzando i libretti di Friedrich Christian Feustking. Almira ebbe successo, Nero meno così non fu mai eseguita dopo la sua serie iniziale di tre spettacoli. Le ultime opere finali di Händel ad Amburgo, Florindo e Daphne, su libretti di Heinrich Hinsch e in origine concepite come grandi entità singole, non furono eseguite al Gänsemarkt prima che Händel ebbe lasciato Amburgo per recarsi in Italia nel 1706.
Non è stata trovata nessuna musica che possa essere fatta risalire in modo certo a Nero, anche se gli studiosi di Händel hanno ipotizzato che alcuni frammenti di Nero potrebbero essere stati utilizzati in opere successive, in particolare in Agrippina che ha una trama correlata e alcuni personaggi in comune. Si sono salvati frammenti di musica da Florindo e Daphne, anche se senza le parti vocali e alcuni di questi elementi sono stati incorporati in una suite orchestrale registrata per la prima volta nel 2012.

## Contesto

### Halle

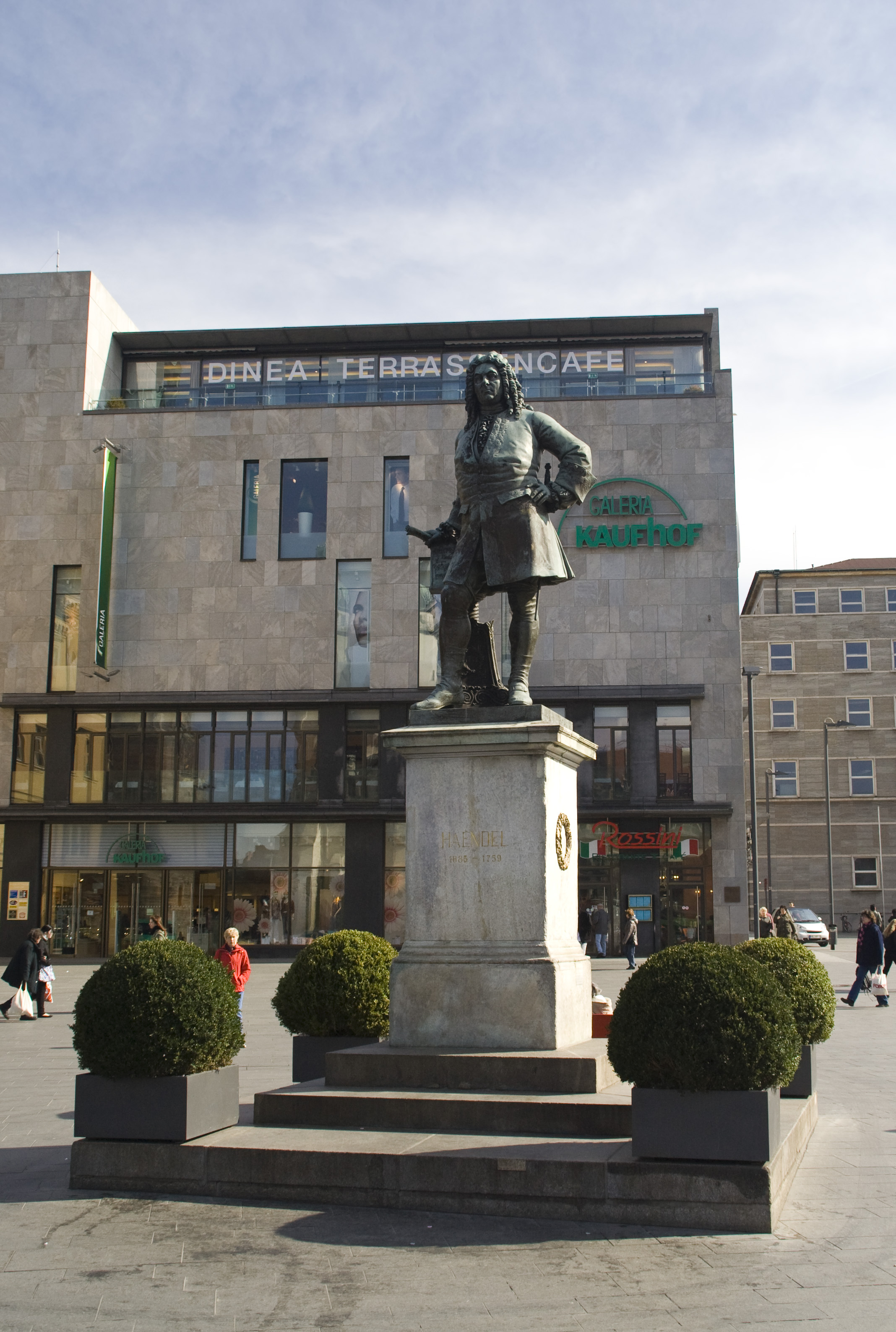
La statua di Händel a Halle

Georg Friedrich Händel nacque il 23 febbraio 1685 nella città tedesca di Halle. Non è chiaro quale formazione musicale iniziale abbia ricevuto; suo padre, Georg Händel, non era un amante della musica, e in un primo momento non apprezzò o incoraggiò i talenti precoci del figlio. Tuttavia all'età di dieci anni Händel era diventato un organista esperto; il suo modo di suonare nella cappella reale di Weißenfels, dove il fratellastro Karl era al servizio del duca di Duca di Sassonia-Weissenfels, colpì il duca, che convinse Händel padre che il ragazzo avrebbe dovuto avere una corretta educazione musicale. Di conseguenza Händel iniziò lo studio regolare sotto Friedrich Zachow, organista della chiesa luterana a Halle.
Il biografo di Händel Jonathan Keates scrive che: "Da [Zachow] Händel imparò non solo una grande lezione circa la linea e la forma di un'aria, sulle forti, avventurose linee di basso e una scrittura corale solida, ma anche di quelle prelibatezze della colorazione strumentale che in seguito perfezionò nel suo stile". Lo sviluppo musicale di Händel beneficiò anche di un'amicizia precoce e duratura con Georg Philipp Telemann, che conobbe nel 1700. Nel febbraio 1702 Händel si iscrisse presso l'Università di Halle, forse con l'intenzione di studiare legge. Nel mese di marzo prese il posto di organista nella cattedrale calvinista di Halle (Domkirche), una carica di prestigio per una persona così giovane e indicativa della sua crescente reputazione musicale in città.
A un certo momento, forse verso la fine del 1702 o all'inizio del 1703, Händel visitò Berlino, dove il padre aveva ottenuto un posto prestigioso come medico dell'Elettore di Sassonia che, nel 1701, era divenuto il re di Prussia Federico I. A Berlino Händel per la prima volta sperimentò l'opera italiana e potrebbe aver incontrato i compositori italiani Giovanni Bononcini e Attilio Ariosti, che scrivevano opere per la corte di Federico. Il re aveva sentito parlare delle capacità di Händel e lo voleva formare come futuro compositore di corte, ma gli orizzonti di Händel erano stati ampliati dal suo soggiorno a Berlino ed egli andava sviluppando idee sue per il proprio avvenire. Declinò l'offerta del re e tornò a Halle per adempiere il contratto del suo anno al Domkirche. Con poche prospettive di carriera disponibili nella sua città natale, Händel avrebbe voluto andare in Italia, ma si rese conto che questo non era ancora possibile, dal momento che gli mancavano sia il denaro che i contatti. Invece a metà del 1703 lasciò Halle per Amburgo, una città libera e fiorente che ospitava il teatro d'opera più importante nel nord della Germania.

### Amburgo

#### L'Opera di Gänsemarkt

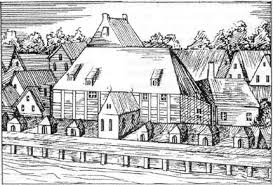
Incisione del primo XVIII secolo dell'Oper am Gänsemarkt di Amburgo

L'Opera di Amburgo, nota come Oper am Gänsemarkt, fu il primo teatro d'opera pubblico a essere costruito fuori d'Italia. Nato da un'idea del duca esiliato di Schleswig-Gottorf e del suo maestro di cappella, Johann Theile, fu progettato da Girolamo Sartorio, che lo progettò sul modello del Teatro Santi Giovanni e Paolo a Venezia. La sua costruzione fu ostacolata dalla gerarchia del clero e della cattedrale, ma sostenuta con entusiasmo dalle autorità comunali della città. Costruito nel 1677 in modo sontuoso, con una capacità dichiarata di 2.000 posti, vantava un palcoscenico eccezionalmente profondo ed era, secondo gli studiosi di Händel Winton Dean e John Merrill Knapp, uno dei teatri più attrezzati del suo tempo.
Dean e Knapp scrivono che la storia del teatro fu "animata e avvelenata da un vortice di polemiche, perseguite con opuscoli, manifesti, sermoni e prefazioni a libretti... e da crisi finanziarie che persistettero sempre, a intermittenza, durante i sessant'anni della sua esistenza". Una preponderanza di opere ispirate alla Bibbia nei primissimi anni fu presto sostituita da una serie di temi più laici, spesso tratti dalla storia romana e dal mito, o da eventi recenti come la Battaglia di Vienna del 1683. Gli spettacoli tendevano ad essere piuttosto lunghi, spesso con una durata superiore alle sei ore. Il diciottenne Händel entrò in questo ambiente frenetico a metà del 1703, a prendere un posto nell'orchestra del teatro come secondo violino del ripieno (ensemble).

#### Keiser e Mattheson

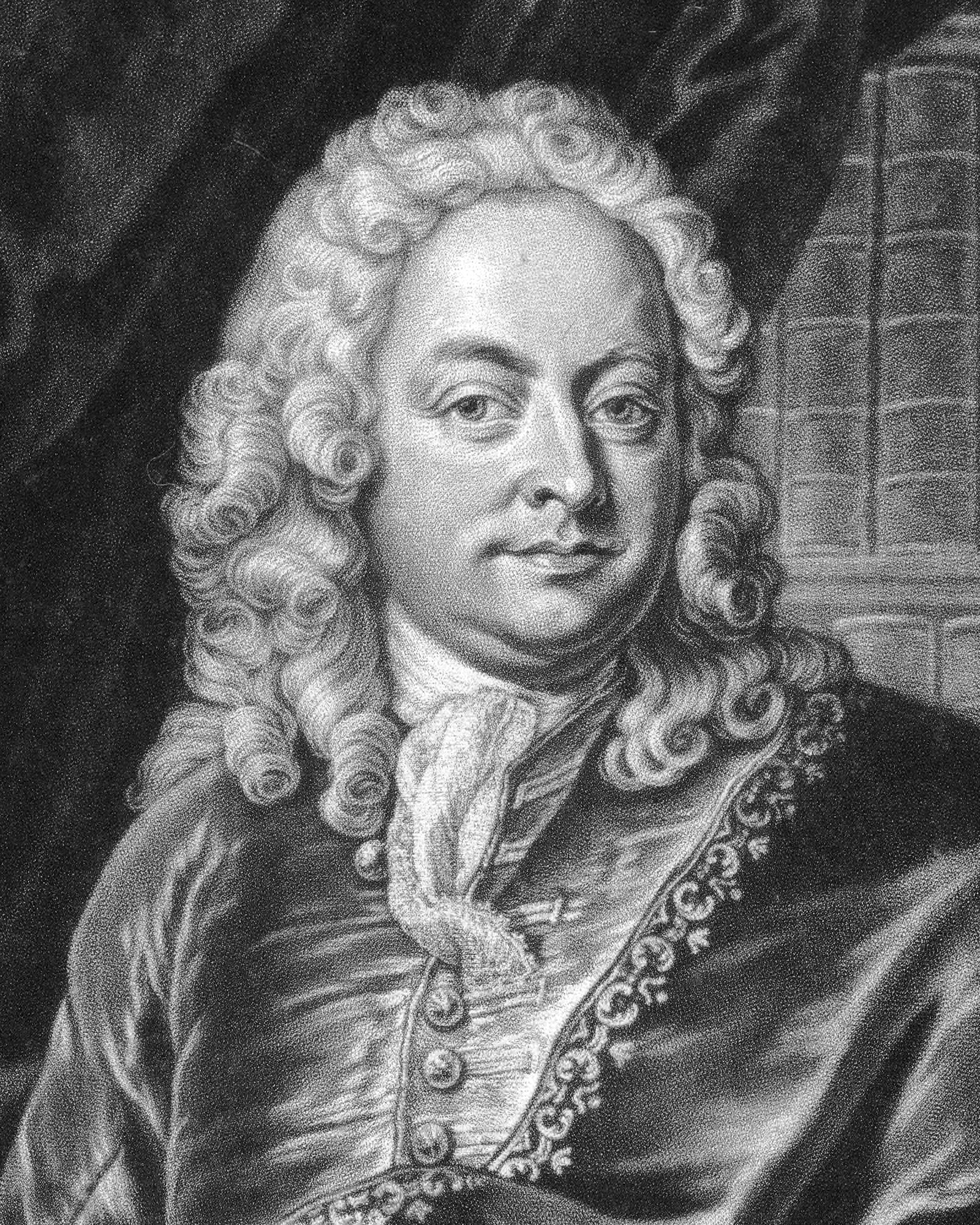
Johann Mattheson, uno dei mentori di Amburgo di Händel

Händel entrò nel teatro dell'opera di Amburgo quando questo stava vivendo un periodo di notevole successo artistico. Questa fioritura era seguita l'arrivo di Reinhard Keiser, che era diventato direttore musicale al Gänsemarkt intorno al 1697 e nel 1703 giunse Johann Kusser come direttore del teatro. Nato nel 1674, Keiser aveva studiato sotto Johann Schelle e probabilmente Johann Kuhnau alla Thomasschule di Lipsia. Nel 1694 fu assunto come compositore di corte a Brunswick, dove in tre anni compose sette opere, almeno una delle quali (Mahumeth) fu rappresentata ad Amburgo. Secondo il biografo di Händel Donald Burrows, Keiser era un buon giudice del gusto popolare, con un talento per scrivere arie in stile italiano. Tra il 1697 e il 1703, prima dell'arrivo di Händel, circa una dozzina di opere di Keiser erano state messe in scena al Gänsemarkt. Nonostante i suoi successi sul palco, Keiser era un direttore generale inaffidabile, con gusti privati costosi e poco acume finanziario, spesso in conflitto con i suoi creditori.
È possibile che Keiser, che aveva collegamenti nella zona di Halle, avesse sentito parlare di Händel e fu questo fu senza dubbio determinante nel garantire il posto di quest'ultimo in orchestra a Gänsemarkt; certamente ebbe una notevole influenza sul giovane nei tre anni che Händel trascorse ad Amburgo. Un altro importante collega di Gänsemarkt era il compositore di casa e cantante Johann Mattheson, che notò i rapidi progressi di Händel in orchestra dalla posizione arretrata di secondo violino a clavicembalo solista, un ruolo in cui, disse Mattheson "si mostrava un uomo, una cosa cui nessuno aveva prima sospettato, in grado di fare da solo"., posto che trovò con ogni probabilità attraverso Johann Mattheson, incontrato il 9 luglio davanti all'organo della Chiesa di Santa Maria Maddalena. Quest'ultimo era di quattro anni più vecchio di Handel, ma era già un musicista famoso, entrato al Teatro dell'opera di Amburgo come cantante all'età di quindici anni. Mattheson era meno complimentoso sui primi sforzi di Händel nella composizione: "Ha composto arie veramente molto, molto lunghe, e cantate davvero interminabili", prima, a quanto pare, "che lo studio profondo dell'opera lirica... lo dirigesse su forme diverse".

Strinsero "amicizia" e Mattheson, lo introdusse a tutti i circoli che contano ad Amburgo, e come precettore presso l'ambasciatore inglese.

#### Almira
Nel 1704 Keiser lasciò temporaneamente Amburgo, per salvarsi dai suoi creditori, nella vicina Weissenfels. Prese con sé il suo asino e la sua composizione più recente, l'opera Almira, basata su un libretto di Friedrich Christian Feustking, negando così questo lavoro al Gänsemarkt; Keiser la rappresentò a Weissenfels nel luglio del 1704. In tali circostanze, la gestione temporanea andò al diciannovenne Händel che richiese un adattamento nuovo del libretto di Feustking. Händel scrisse l'opera; la sua versione di Almira fu data la prima volta al Gänsemarkt l'8 gennaio 1705, e fu eseguita 20 volte, un notevole successo.
La trama del racconto sembra abbia avuto origine dall'opera di Giuseppe Boniventi, L'Almira, su libretto di Giulio Pancieri, eseguita a Venezia nel 1691. La storia relativamente leggera, tipica delle convenzioni drammatiche del XVII secolo, è raccontata in tre atti e riporta le macchinazioni che circondano l'amore segreto della regina Almira, appena incoronata, per il suo segretario, Fernando, in contrasto all'ultimo desiderio di suo padre morente, di sposare qualcuno della famiglia del suo tutore Consalvo. Keates scrive del lavoro: "Il tutto appartiene molto al suo mondo barocco veneziano... piena di intrighi, intrecciata con la commedia e la danza." Queste caratteristiche, oltre alla miscela di lingue tra italiano e tedesco, ricorrono spesso nei lavori successivi di Händel. La musica, che è stata conservata in gran parte attraverso la strumentazione per la direzione, preparata da Telemann, riflette il debito di Händel nei confronti di Keiser e visualizza una varietà di tradizioni: un'ouverture in stile francese, l'orchestrazione con influenze tedesche e la scrittura vocale all'italiana. Dean e Knapp riassumono lo spartito come "molto irregolare quanto a stile, qualità e tecnica, con abbondanti promesse, ma realizzato solo a tratti".
Si tratta di un lavoro ibrido sull'esempio di ciò che viene fatto ad Amburgo: Overture in francese, libretto in tedesco, arie in tedesco o italiano, macchinari, danza, presenza di un personaggio nella parte del giullare; la musica di Handel, forse aiutato da Mattheson, gli assicurò un notevole successo (più di venti repliche) e la gelosia di Keiser. non andò in questo modo per la seconda opera, Nero, presentata il 25 febbraio 1705, che ottenne solamente due o tre spettacoli (il cui libretto è andato perduto). Keiser risponde a Handel dalla composizione di due opere simili nello stile: Almira, e Octavia.
Le relazioni conflittuali con Keiser, la difficile situazione dell'opera, a causa della sua direzione disordinata e il fallimento di Nero svolsero un ruolo importante nella decisione che Handel prese di partire per l'Italia, su consiglio di Gian Gastone de' Medici, il futuro Granduca di Toscana, incontrato ad Amburgo (o forse era suo fratello maggiore Ferdinando). Prima di partire, compose un'ultima opera, Florindo, la cui musica è quasi interamente perduta, e che è rappresentata nel 1708 dopo la sua partenza, opera divisa in due parti (Florindo, e Daphne) a causa della sua lunghezza eccessiva.

## Lavori perduti

### Nero

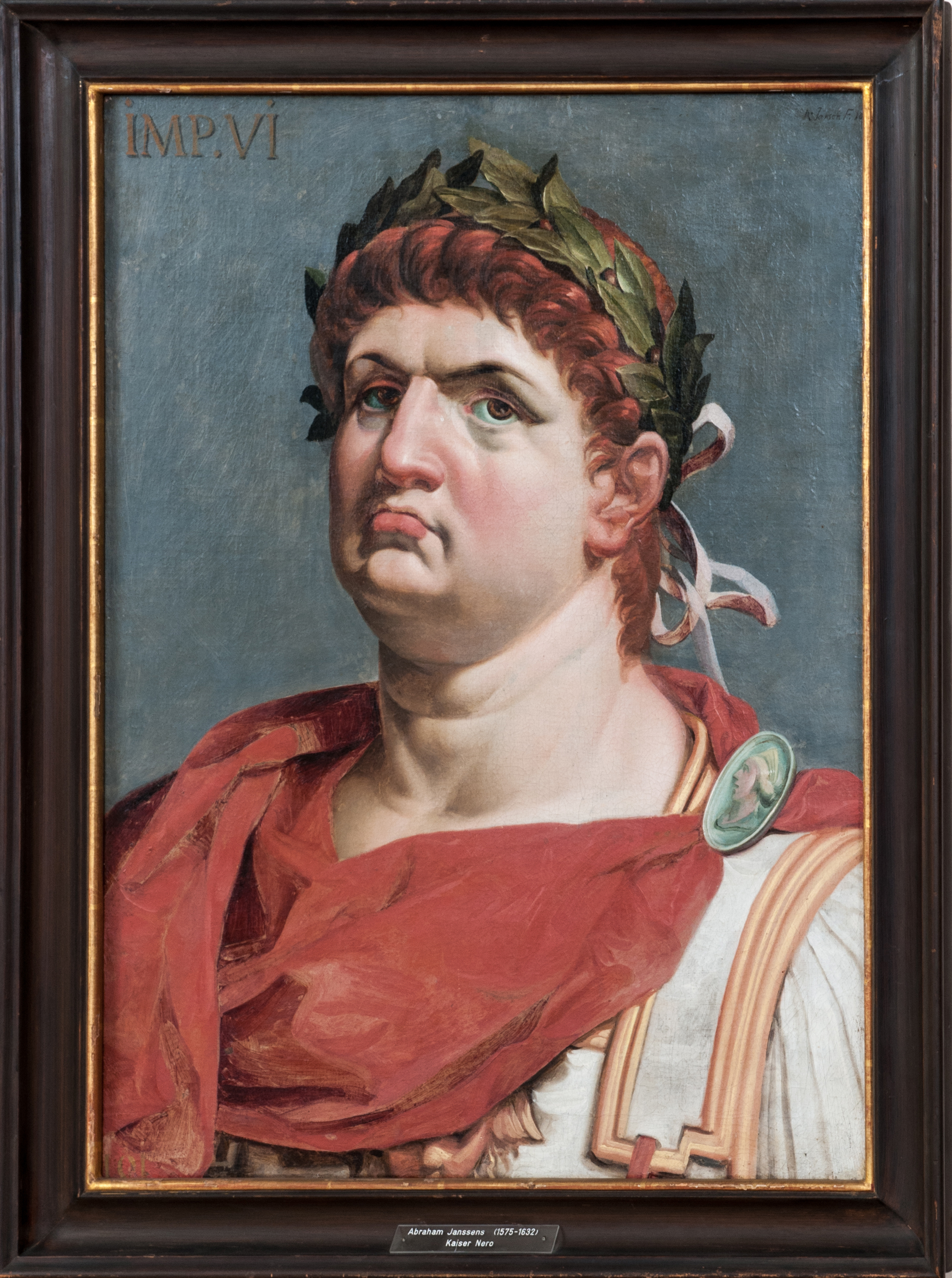
Ritratto di Nerone (XVII secolo)

#### Generale
Il successo di Almira spinse la gestione del Gänsemarkt a far seguire quasi immediatamente un secondo adattamento di Händel, Die durch Blut und Mord erlangete Lieb; ovvero, Nero ("L'amore ottenuto attraverso il sangue e l'omicidio, ovvero, Nero") generalmente noto come Nero, ancora su libretto di Feustking. Il libretto è sopravvissuto intatto, ma la musica è andata del tutto persa. Dean e Knapp scrivono che una copia della partitura manoscritta di Händel era tenuta nella biblioteca dell'impresario di Amburgo J.C. Westphal fino al 1830, quando fu venduta e da allora in poi è scomparsa. L'intera opera comprende 20 insiemi e 57 arie.

#### Libretto
Il libretto di Feustking è scritto interamente in tedesco, le sue fonti probabili sono le antiche storie di Tacito e Svetonio. Il testo è stato molto criticato per la sua scarsa qualità; Friedrich Chrysander scrisse: "Non c'è spirito nel versi e dà un po' fastidio adattare questa roba per la musica". Un critico posteriore, Paul Henry Lang, cita la "qualità miserabile" del libretto come il motivo principale per il fallimento dell'opera. Dean e Knapp suggeriscono che la colpa principale è del fatto che Feustking fatalmente complica la storia principale in modo eccessivo, inserendo sotto-trame, personaggi extra non necessari e "tutti i dispositivi conosciuti in magazzino del repertorio operistico". Questi inserimenti sono travestimenti, identità sbagliate, un filosofo ridicolizzato, un servo comico e una commedia nella commedia. Molti dei personaggi sono storici, tra cui Nerone, Ottavia, Poppea, la madre di Nerone Agrippina ed il filosofo Seneca. Molti di questi appaiono in seguito (1709), nell'opera di Händel Agrippina. Un'altra figura della vita reale che appare in Nero è Aniceto, che storicamente si ritiene avesse ucciso Agrippina per conto di Nerone. Descritto nel libretto come "des Kaysers Mignon oder Liebling" ( il piccolo dell'imperatore, oppure cara), Aniceto è il solo carattere operistico apertamente gay di Händel.

#### Personaggi
Come elencati e descritti in Burrows, et al.: Georg Friedrich Händel: Volume 1, 1609–1725: Collected Documents (2011).
- Nerone, imperatore romano
- Agrippina, moglie dell'imperatore
- Ottavia, la moglie dell'imperatore, successivamente ripudiata
- Sabina Poppea, una nobildonna romana, mantenuta di Nerone
- Tiridate, principe della corona armeno
- Cassandra, principessa della corona dei Medi, innamorata di Tiridate
- Seneca, filosofo e consigliere imperiale
- Aniceto, il piccolo o favorito di Nerone
- Graptus, liberto dell'imperatore Claudio, alla fine degli anni
- Un flamine o prete
- Cori di preti, popolo romano
- Danze di combattenti, piromani, arlecchini e Pulcinella, cavalieri e dame

#### Trama
La storia principale, raccontata in tre atti, segue grosso modo quella del libretto di Busenello per l'opera L'incoronazione di Poppea di Monteverdi del 1642. Essa racconta di varie trame di Nerone per sostituire la sua attuale regina Ottavia con la sua amante Poppea, contro le sollecitazioni della madre Agrippina e del filosofo Seneca. Una sotto trama introduce Tiridate, principe ereditario di Armenia, un'altra figura storica che, nell'opera, è promesso sposo di una Cassandra inventata, ma sta segretamente corteggiando Poppea in rivalità con l'imperatore. Ottavia e Cassandra si danno l'un l'altra sostegno reciproco nelle loro difficoltà, mentre Agrippina si allea con Ottavia e riesce a scampare alla morte da un pezzo di muro che cade. A sua volta, lei cerca senza successo di convincere Seneca di uccidere Nerone. Come uno stratagemma per garantire l'amore di Tiridate, Cassandra si traveste e lo informa della sua morte, notizia che lo sconvolge temporaneamente. Aniceto complica ulteriormente le cose innamorandosi di Ottavia. Quando questi succedono questi eventi, il servo Graptus fornisce un beffardo, commento ironico. La commedia di Nerone, "Il giudizio di Paride" e una rappresentazione dell'incendio di Roma occupano gran parte del terzo atto. Dopo tutte queste divagazioni l'opera si conclude con la messa al bando di Ottavia, l'incarcerazione di Agrippina, il ritorno in sé di Tiridate, quando scopre che Cassandra è viva e una doppia incoronazione gioiosa e trionfante: Nerone e Poppea, e Tiridate e Cassandra.

#### Storia delle esecuzioni
Nero andò in scena il 25 febbraio 1705, con Mattheson nel ruolo del protagonista. La sua messa in scena così vicina all'esecuzione di Almira indica che probabilmente era stata composta, in tutto o in parte, nel 1704. Non ci sono rimasti resoconti dell'accoglienza da parte del pubblico, ma è chiaramente dimostrato che fu meno riuscita rispetto alla precedente, rappresentata per soli tre spettacoli prima della chiusura del teatro per la stagione quaresimale. Quando il Gänsemarkt riaprì, l'opera non fu ripresa, e non fu mai più eseguita di nuovo.

#### Musica
Anche se non esiste una musica che possa essere identificata con certezza con quella di Nero, vi è la possibilità che parte di essa potrebbe essere stata utilizzata in opere successive. John E. Sawyer, nella sua analisi di Agrippina, rivela che questo lavoro, composto cinque anni dopo Nero con personaggi simili, "contiene la più alta percentuale di materiale preso in prestito da una delle grandi opere drammatiche del compositore" e Dean e Knapp cercano di capire se incorpora anche prestiti da Nero. Secondo lo studioso di HÈndel Charles Cudworth, la suite di danze che segue l'ouverture all'opera di Händel Rodrigo del 1707 (la sua prima dopo aver lasciato Amburgo), potrebbe benissimo avere iniziato come musica per balletto in Nero o in un'altra delle opere di Amburgo perse. Il musicologo Bernd Baselt ha sollevato la possibilità che la Suite in Sol minore per clavicembalo di Händel, HWV 453, possa essere un arrangiamento dell'ouverture di Nero. Una versione di questa suite, ricostruita per orchestra da Peter Holman, è compresa in una selezione della musica di Amburgo di Händel, edita dalla Hyperion Records nel gennaio 2012.

### FlorindoeDaphne

#### Generale

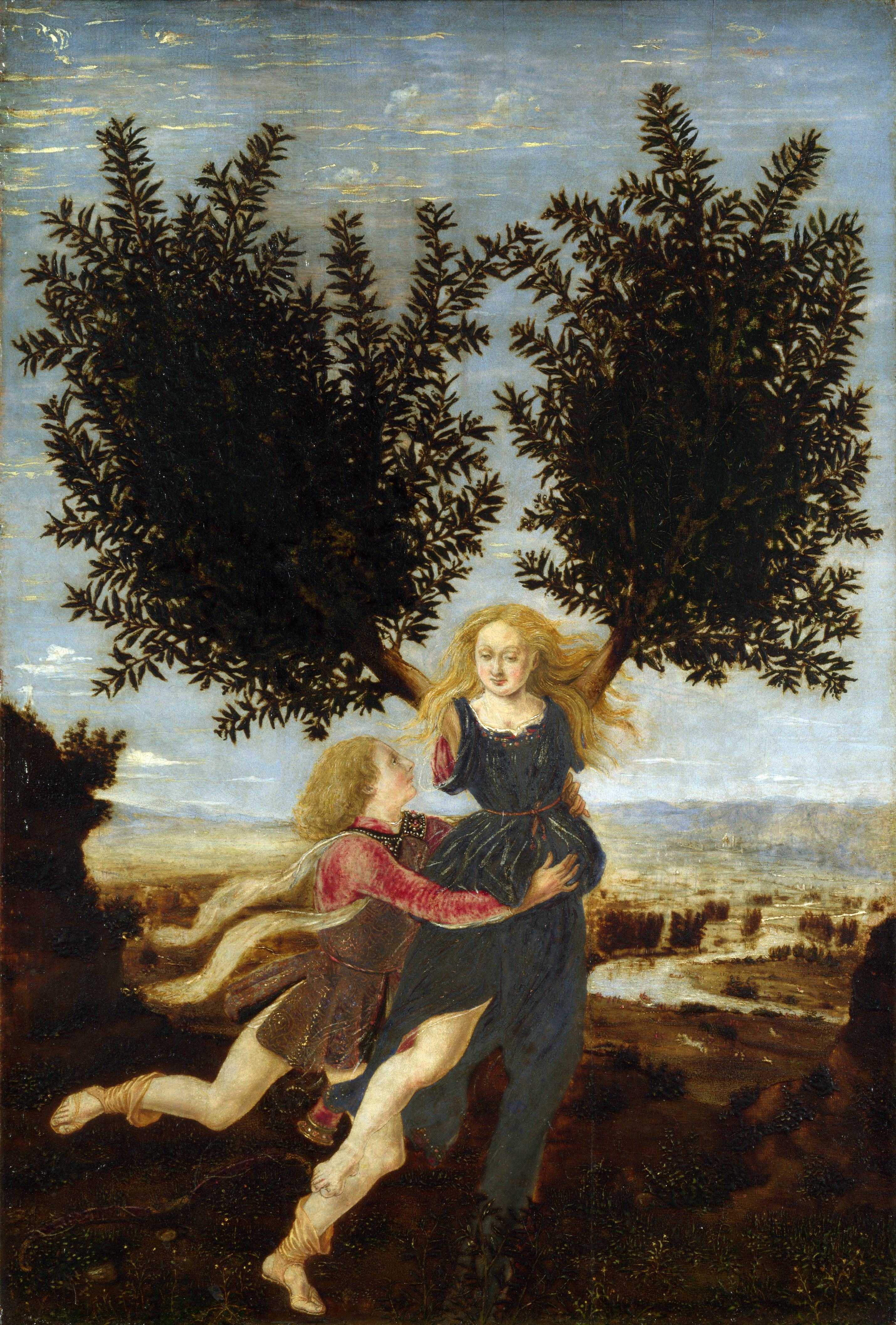
Il mito greco di Apollo e Dafne, come racconta il poeta romano Ovidio, costituisce la base della duplice opera

Dopo la sua chiusura all'inizio della Quaresima del 1705, il Gänsemarkt non riaprì fino ad agosto, quando ormai Keiser era tornato da Weissenfels per mettere in scena la sua opera Ottavia. Da questo punto, il rapporto regolare di Händel con il teatro sembra essere diminuito. Anche se rimase ad Amburgo per un ulteriore anno, la sua principale fonte di reddito proveniva dalle lezioni private, che economizzava per la sua visita a lungo desiderata in l'Italia. Egli tuttavia accettò una commissione dal Gänsemarkt per comporre un adattamento per una grande opera basata sul mito greco di Apollo e Dafne. Con la sua trama sconnessa ed un assortimento di danze e altri pezzi, quasi 100 numeri musicali in tutto il lavoro, fu alla fine divisa in due opere distinte, per le essere eseguita in due serate successive. Alle due parti furono dati i nomi ufficiali Der beglückte Florindo ("Il felice Florindo") e Die verwandelte Daphne ("La metamorfosi di Daphne"), ma sono generalmente noti come Florindo e Dafne. Non si sa quando Händel abbia scritto la musica. Egli può averla completata nel 1705-1706, mentre era ancora ad Amburgo, o potrebbe essere stato composta in Italia dopo il suo arrivo lì nella seconda parte del 1706.

#### Libretto
Il testo è di Heinrich (a volte reso come "Hinrich") Hinsch, un affermato librettista del Gänsemarkt il cui intento dichiarato era di adattare storie per fornire "una piacevole esperienza poetica", "[titillare] i sensi del suo pubblico senza tentare di indirizzare i loro pensieri o la comprensione". In questo caso prese come suo materiale di base l'episodio di Febo (Apollo) e Dafne, come raccontato nel Libro 1 delle Metamorfosi di Ovidio, ma aggiunse una pletora di nuovi personaggi e avvenimenti che allontanano in modo significativo la storia dall'originale di Ovidio. La lingua principale è il tedesco, ma la presenza di diversi insiemi ed arie in lingua italiana conduce Dean e Knapp a ipotizzare che Hinsch potrebbe aver utilizzato un libretto italiano come fonte. I libretti di Florindo e Dafne sono stati pubblicati nell'Annuario di Händel, nel 1984 e nel 1985, rispettivamente e in forma di fac-simile nel 1989 come parte di un 13° volume a cura di Ellen T. Harris.
La prefazione al libretto di Florinda spiega la scelta di Hinsch riguardo ai titoli: "Il primo [delle due parti] presenta il festival Pythean, istituito in onore di Febo (Apollo), e il fidanzamento di Florinda e Dafne che ha avuto luogo lo stesso giorno, quindi riceve il titolo Il felice Florindo. l'altra parte rappresenta l'ostinata resistenza di Dafne all'amore di Febo e anche l'orrore che prova per tutto l'amore e, infine, la sua metamorfosi in alloro, da cui il titolo di La metamorfosi di Dafne".

#### Personaggi
Come elencati e descritti in Burrows, et al.: Georg Friedrich Händel: Volume 1, 1609–1725: Collected Documents (2011).
- Febo (Apollo), innamorato di Dafne
- Dafne, figlia del dio del fiume Peneus. Amata da Febo, promessa sposa di Florindo
- Florindo, figlio del dio del fiume Enipheus. Promessa sposo di Dafne, segretamente innamorato di Alsirena
- Lycoris, una ninfa Tessalica, innamorata di Florindo
- Damon, un pastore Tessalico innamorato di Lycoris
- Galatea, un'anziana ninfa, confidente di Dafne
- Alsirena, figlia del dio del fiume Apidinus, secretamente innamorata di Florindo
- Tirsi, un nobile pastore di Arcadia, amico di Damon
- Cupido, Vulcano, Peneus, Enipheus: dei
- Coro: pastori/pastorelle Tessalici, Ciclopi, Tritone, Naiadi

#### Trama
Florindo inizia con le celebrazioni per la vittoria di Apollo sul Python drago. Apollo si vanta che è più abile con l'arco di Cupido. Ciò offende quest'ultimo, che piuttosto cattivo ferisce Apollo con una freccia drogata, che lo induce a innamorarsi di Dafne. Lei, però, ha promesso il suo amore a Florindo, che è al centro di un groviglio complesso di infatuazioni: egli è segretamente amato da Alfirena, più apertamente dall'intrigante pastora Lycoris, che a sua volta è l'oggetto dei desideri del pastore Damon. I vari aspiranti amanti sono consolati o consigliati da un amico di Damon Tirsi e la vecchia ninfa Galatea, che non ha del tutto rinunciato all'amore, anche se le sue avances a Tirsi vengono rifiutate. Dafne e Florindo si preparano a sposarsi, ma Apollo rimane fiducioso. Lycoris è disposto ad attendere l'esito degli eventi, ma Damon, Galatea e Alfirena sono in preda alla disperazione, quando l'opera si conclude con un'altra spettacolare celebrazione in onore di Apollo.
Dafne, la seconda opera, inizia quando comincia il matrimonio di Florindo e Dafne. Cupido, risoluto a fare molti danni, ferisce Dafne con una freccia speciale, forgiata dal dio Vulcano, che la induce a rinunciare ad ogni amore. Abbandona il matrimonio e annuncia che si unirà alla dea Diana per diventare una cacciatrice. Questo scatena una serie di trame e contro-trame poiché Apollo e Florindo continuano a tormentare Dafne, mentre gli altri aspiranti amanti manovrano per la posizione. Lycoris assicura Apollo che l'abbandono di Dafne del matrimonio è stato un segnale che lo favorisce. Lycoris ruba anche il mantello di Dafne e, indossandolo come un travestimento, fa avances a Damon, dopo essersi assicurata che Florindo ascolta. Florindo è furioso per quello che ritiene essere la duplicità di Dafne e la denuncia. Damon conferma la storia. Dafne, disorientata, supplica il padre Peneo di provare la sua innocenza; egli risponde trasformandola in un albero di alloro. Cupido incolpa l'orgoglio di Apollo per il fiasco, ma gli dà l'alloro come suo "albero speciale". Florindo ora accetta Alfirena, e Lycoris, dopo aver confessato il suo intrigo, si unisce con Damon. Solo la innocente Dafne finisce per perdere tutto.

#### Storia delle esecuzioni
Dean e Knapp scrivono che nei primi mesi del 1707 Keiser cedette il contratto di locazione del Gänsemarkt a Johann Heinrich Sauerbrey, che divenne quindi responsabile per la messa in scena della doppia opera. Può essere per il tempo delle prove ed il fatto che le difficoltà di un lavoro così complesso ed elaborato potrebbero aver richiesto vari rinvii. L'opinione generale degli esperti è che le due parti siano state eseguite in serate consecutive nel mese di gennaio 1708, in quanto sono le prime opere nella lista delle opere di Mattheson per il 1708. Non sono rimasti resoconti scritti sull'accoglienza da parte del pubblico, sul numero delle repliche originale, o di eventuali riprese. Se Händel fosse presente in qualsiasi momento durante le prove o le esecuzioni è incerto; egli può essere tornato dall'Italia, fresco dell'esecuzione di Rodrigo a Firenze, per supervisionare la produzione di Florindo e Dafne ad Amburgo. Dean e Knapp suggeriscono che le opere possono essere state dirette dal clavicembalo da Christoph Graupner, anche se Anthony Hicks nella sua biografia Grove Händel, sostiene che un progetto così insolito non sarebbe stato tentato senza la presenza del compositore.
La direzione del teatro era chiaramente preoccupata del fatto che il pubblico potesse trovare la doppia opera troppo pesante in forma non diluita. Di conseguenza, un intermezzo comico in Basso dialetto tedesco (platte-deutsch) fu ideato da Sauerbrey da far precedere alla esecuzione di Dafne. Il critico e saggista Romain Rolland, nella sua vita di Händel, ha definito questa una "mutilazione", effettuata "per paura che la musica potesse stancare gli ascoltatori".

#### Musica
Alcuni frammenti di musica dalle opere gemelle sono sopravvissuti. La collezione Newman Flower alla Manchester Central Library contiene tre arie e un coro, la partitura orchestrale intera, ma sono mancanti le parti vocali. Un pentagramma vuoto con una chiave di soprano suggerisce che le tre arie sono state scritte per voce di soprano. Il coro è stato identificato da Baselt con "Streue, O Brautigam", dall'Atto 1 di Dafne. Due delle arie sono provvisoriamente associate a "Mie speranze, andate" dall'Atto 1 di Florindo, e "Mostrati più crudele" dal terzo atto di Dafne. La terza aria non è stato identificata.
The Royal Music Collection presso la British Library ospita i manoscritti di pezzi strumentali, principalmente danze, che appartengono a Florindo e Dafne. Un gruppo di otto brevi pezzi sono stati catalogati come due suite a quattro movimenti, HWV352 e HWV353. La collezione della British Library include un ulteriore gruppo di quattro movimenti, orchestrati per orchestra d'archi, che è stato catalogato come HWV354.
Come con Nero, è possibile che la musica da Florindo o Dafne sia stata riciclata da Händel per l'impiego in opere successive. L'Ouverture dall'opera Rodrigo è costituita da otto danze in stile francese, che Cudworth crede potrebbero essere nate come la musica del balletto in una o l'altra delle opere di Amburgo perse. Nel 1709-1710 Händel compose la cantata Apollo e Dafne, che ha un terreno comune con le opere precedenti. Harris puntualizza che quando scrisse la cantata, Händel avrebbe ricordato il suo adattamento precedente e forse prese in prestito da esso. Dean e Knapp forniscono ulteriore esempio di opere in cui la musica di Florindo e Dafne potrebbe essere riemerso: l'oratorio Il trionfo del Tempo e del Disinganno (1707); l'opera Radamisto (1720) e l'ouverture in Si bemolle, HWV336, che Baselt congettura potrebbero essere stati scritti come ouverture per Florindo. Questo ultimo nome fu combinato con HWV352-354 e HWV356 per formare la Suite dalle opere Florindo e Dafne, che nel 2012 fu adattato e registrato da The Parley of Instruments sotto Pietro Holman.

## Successivamente
Gli anni di Händel ad Amburgo gli servirono come un tirocinio per la composizione, in particolare, anche se non esclusivamente, come scrittore di opere liriche. L'influenza di Keiser, che ebbe inizio nel corso di questo periodo, fu significativa per tutta la carriera di Händel. A parte la sua abitudine di tutta la vita di prendere in "prestito" frammenti dalle opere di Keiser per usarli nelle sue opere, adottò e mantenne molte delle caratteristiche di composizione del suo mentore; secondo Hicks, "[Händel] non ha mai rinunciato alle forme francesi per le ouverture e la musica da ballo e il suo uso del colore orchestrale, in particolare il raddoppio occasionale della voce con gli strumenti, era derivata dai modelli tedeschi".
La perdita di gran parte dei primi lavori di Händel fu notato dal suo primo biografo, Mainwaring (1760), che si riferisce a "una grande quantità di musica" di Amburgo e dell'Italia, aggiungendo che non si sapeva quanto di essa esistesse ancora. Partendo da Amburgo, Händel passò altri tre anni in Italia, prima di stabilirsi a Londra, dove rimase il compositore dominante dell'opera all'italiana per i successivi trent'anni. Dopo la sua iniziazione ad Amburgo, Händel compose più di quaranta opere, a cominciare da Rodrigo nel 1707, e termina nel 1740 con Deidamia. Questi lavori sono stati rapidamente dimenticati dopo la morte di Händel; le riprese moderne non sono iniziate fino al 1920. Dean e Knapp ritengono che, nonostante gli anni di relativo abbandono, i risultati di Händel come compositore di opera lo danno per diritto di rango al fianco di Monteverdi, Mozart, Verdi, e Richard Wagner come uno dei maestri supremi del genere.

### Citazioni
1. ↑  Burrows 2012, pp. 3-4.
2. ↑  Van Til, p.vii.
3. ↑  Dent Edward, pp. 12-13.
4. 1 2  Keates, pp. 7-8.
5. ↑  Burrows 2012, p. 10.
6. ↑  Dent Edward, p. 14.
7. 1 2  Keates, p. 10.
8. ↑  Burrows 2012, p. 14.
9. 1 2  Keates, pp. 11-12.
10. 1 2  Burrows 2012, pp. 16-18.
11. 1 2  Burrows 2012, p. 19.
12. ↑  Burrows 2012, p. 18.
13. ↑  Dent Edward, p. 18.
14. 1 2 3 4 5  Dean Winton, pp. 39-40.
15. 1 2  Keates, p. 12.
16. 1 2  Dean Winton, pp. 41-43.
17. 1 2 3 4  Burrows 2012, p. 21.
18. 1 2  Roberts, biography.
19. ↑  Roberts, Works.
20. 1 2 3 4 5  Hicks Hamburg.
21. ↑  Burrows 2012, p. 22.
22. ↑  Dean Winton, p. 39.
23. ↑  Gallois 1980, pagina 12.
24. ↑  Gallois 1980, pagina 13.
25. ↑  Winton Dean e Anthony Hicks (traduzione dall'inglese, di Paul Couturiau), Haendel, Monaco, Éditions du Rocher, collana « Domaine musical », 1985, 249 pagine (ISBN 2-268-00374-4, OCLC 428023132)
26. ↑  Schröder, Oxford Music Online: Feustking biography 2007.
27. 1 2  Hicks Works.
28. 1 2  Keates, p. 18.
29. ↑  Dean Winton, p. 51.
30. 1 2  Dean Winton, pp. 56-58.
31. ↑  Dean Winton, p. 67.
32. ↑  World of Opera: Audio selections.
33. ↑  Manuwald 2013, p. 150.
34. 1 2 3 4  Dean Winton, pp. 69-70.
35. ↑  Keates, pp. 19-20.
36. 1 2  Lang, p. 35.
37. ↑  McCleave, p. 175.
38. 1 2  Manuwald 2013, p. 152.
39. ↑  Dean Winton, p. 129.
40. 1 2  Harris, p. 40.
41. ↑  Burrows et al. 2011, p. 77.
42. 1 2  Burrows 2012, p. 26.
43. ↑  Sawyer, p. 531.
44. ↑  Dean Winton, p. 119.
45. 1 2  Cudworth, pp. 124-25.
46. ↑  Dean Winton, pp. 76-77.
47. ↑  Presto Classics 2012.
48. 1 2 3 4 5 6  Dean Winton, p. 72.
49. 1 2  Lang, p. 38.
50. ↑  Burrows 2012, p. 27.
51. 1 2  Burrows et al. 2011, p. 118.
52. 1 2 3  Burrows et al. 2011, p. 117.
53. ↑  Dean Winton, p. 42.
54. ↑  Harris, pp. 161-63.
55. ↑  Dean Winton, pp.72 e 750.
56. ↑  Harris, p. 117.
57. ↑  Anthony McCredie, Oxford Music Online: Graupner biography 2007.
58. ↑  Rolland, His Life (chapter in unpaginated ebook) 2013.
59. ↑  Keates, p. 20.
60. 1 2 3 4  Dean Winton, pp. 74-76.
61. ↑  Harris, p. 163.
62. ↑  Burrows 2012, p. 38.
63. ↑  Dean Winton, p. 1.